# تسویوشی دوموتو
تسویوشی دوموتو (انگلیسی: Tsuyoshi Domoto؛ زادهٔ ۱۰ آوریل ۱۹۷۹) یک موسیقی‌دان ؛ خواننده و ترانه سرا و طراح مد اهل ژاپن است. وی از سال ۱۹۹۱ میلادی تاکنون مشغول فعالیت بوده‌است.